# The Heartland Institute

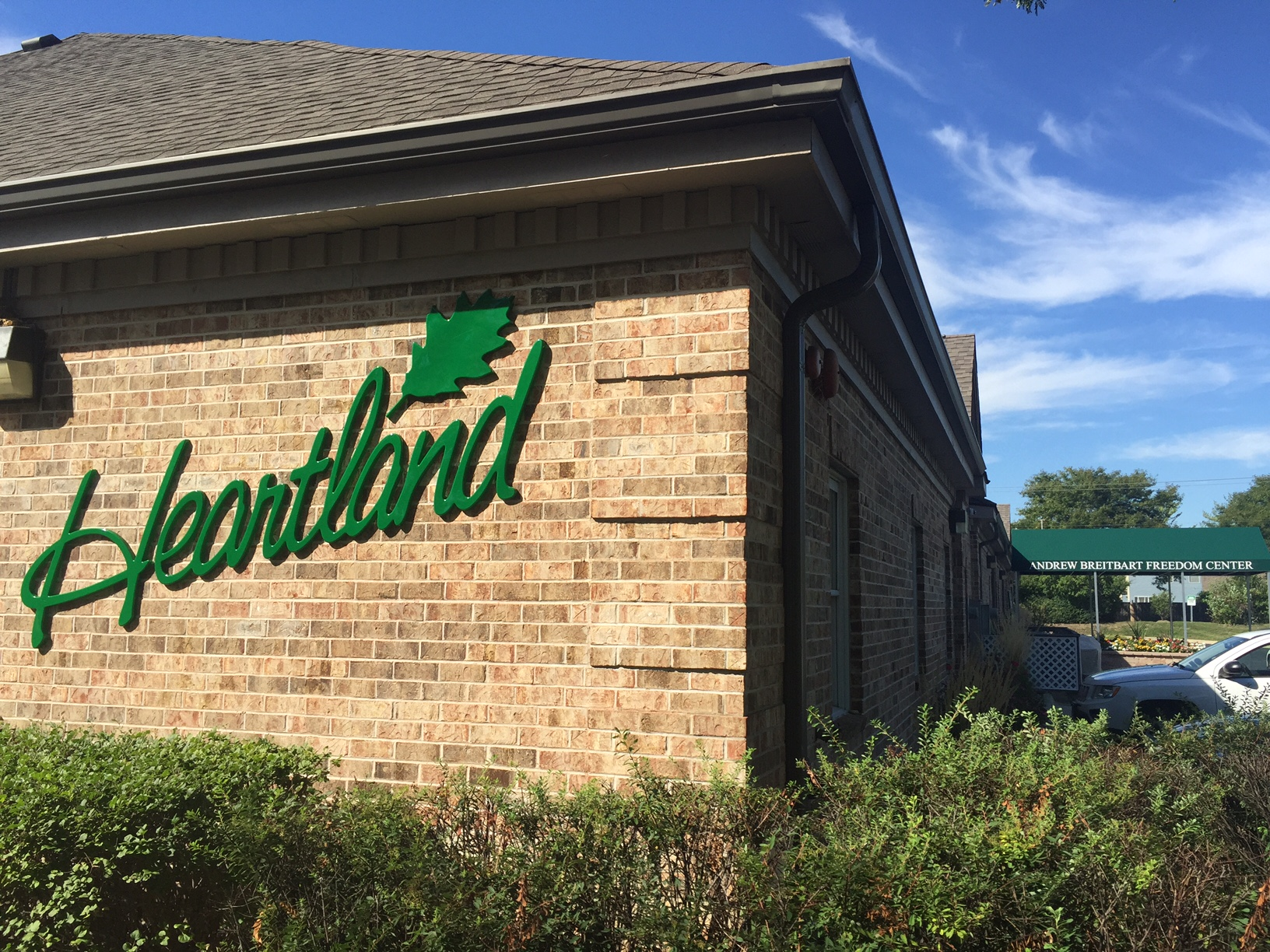
De zetel van The Heartland Institute in Arlington Heights.

The Heartland Institute is een Amerikaanse conservatieve en libertaire politieke denktank, opgericht in 1984 en gevestigd in Arlington Heights (Illinois). Het instituut publiceert rond kwesties als de hervorming van het onderwijs, overheidsuitgaven, belastingen, gezondheidszorg, anti-rookbeleid, klimaatbeleid, fracking, informatietechnologie en de rol van de vrije markt in het milieubeleid. 